# Strengeriana
Strengeriana is een geslacht van kreeftachtigen uit de klasse van de Malacostraca (hogere kreeftachtigen).

## Soorten
- Strengeriana antioquensis von Prahl, 1987
- Strengeriana bolivarensis Rodríguez & M. R. Campos, 1989
- Strengeriana cajaensis M. R. Campos & Rodríguez, 1993
- Strengeriana casallasi M. R. Campos, 1999
- Strengeriana chaparralensis M. R. Campos & Rodríguez, 1984
- Strengeriana flagellata M. R. Campos & Rodríguez, 1993
- Strengeriana florenciae M. R. Campos, 1995
- Strengeriana foresti Rodríguez, 1980
- Strengeriana fuhrmanni (Zimmer, 1912)
- Strengeriana huilensis Rodríguez & M. R. Campos, 1989
- Strengeriana maniformis M. R. Campos & Rodríguez, 1993
- Strengeriana restrepoi Rodríguez, 1980
- Strengeriana risaraldensis Rodríguez & M. R. Campos, 1989
- Strengeriana taironae Rodríguez & M. R. Campos, 1989
- Strengeriana tolimensis Rodríguez & Diaz, 1980
- Strengeriana villaensis M. R. Campos & Pedraza, 2006